# Taro (fiume)
Il Taro (Tà in lingua ligure; Tär in dialetto parmigiano) è un fiume dell'Emilia-Romagna, affluente di destra del Po, che con un corso lungo 126 km scorre interamente nella Provincia di Parma, anche se una piccola porzione del suo bacino idrografico appartiene alla città metropolitana di Genova e alla provincia della Spezia (il piccolo rio Chilinella, per esempio, scorre interamente in territorio ligure).

## Il corso del fiume
Il Taro nasce dall'Appennino ligure, da una sorgente collocata a circa 1300 m di quota all'interno della fitta faggeta che ricopre le pendici meridionali del Monte Penna, poco sopra a Santa Maria del Taro. Il primissimo tratto è caratterizzato da una serie di suggestive cascatelle che terminano, poche centinaia di metri a valle della polla sorgentizia, in un laghetto artificiale (Diga di Santa Maria del Taro) che viene sfruttato per scopi idroelettrici dalla centrale di Strinabecco sin dal lontano 1919.

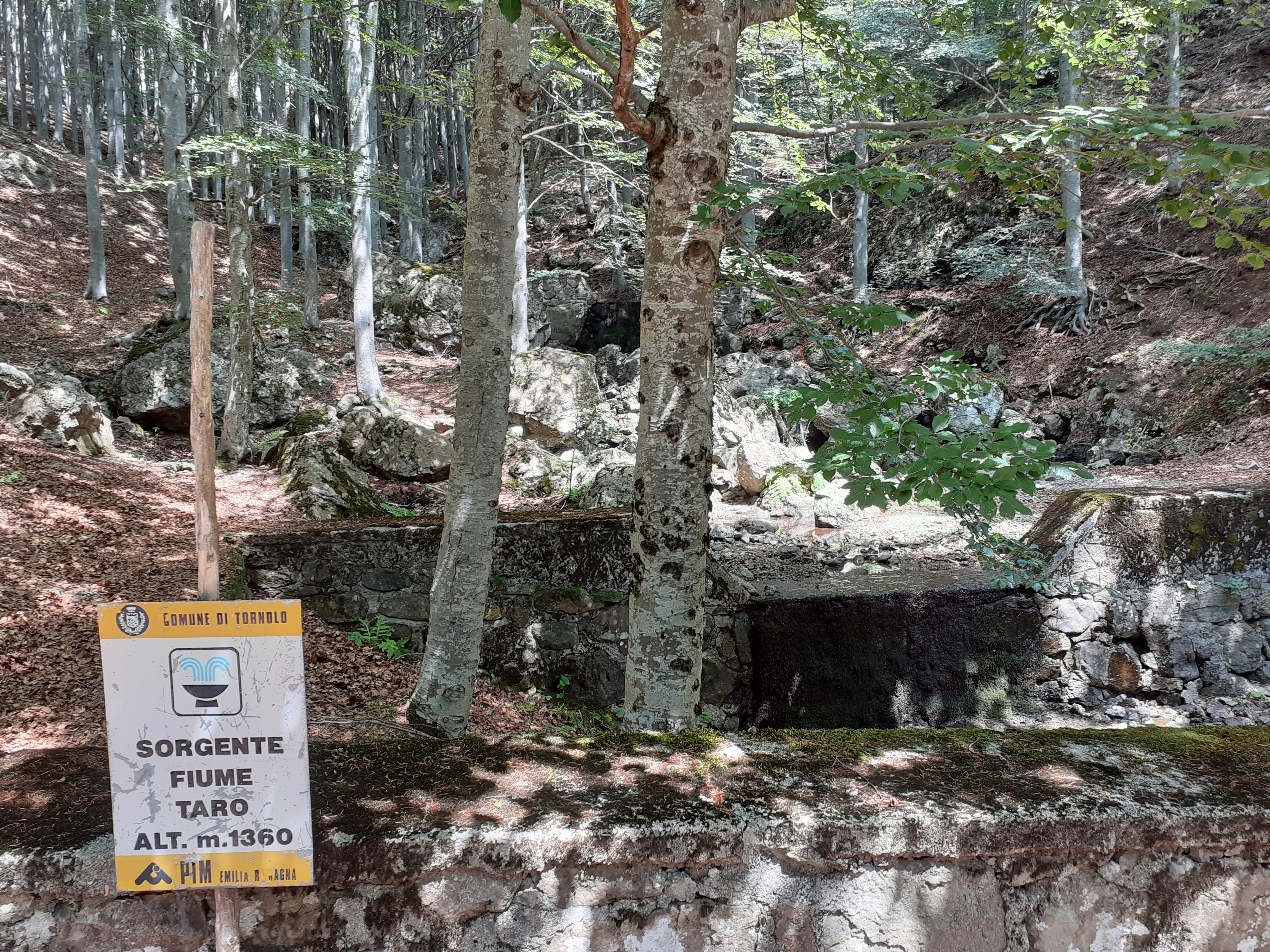
Sorgente del Taro

A valle della diga il fiume scorre in una stretta valletta in direzione sud sino all'ingresso dell'abitato di Santa Maria del Taro, paese nel quale riceve il suo primo affluente: il torrente Tarola. Da qui, oltrepassato il Ponte dei Priori, piega decisamente in direzione est scorrendo nella zona di confine fra la Provincia della Spezia e la provincia di Parma rappresentando anche, seppur per un breve tratto, la linea stessa di confine regionale. Dopo la confluenza del rio Overario il Taro torna a scorrere interamente all'interno della Provincia di Parma piegando decisamente verso nord. Passata la località di Ponte Strambo la valle inizia a stringersi e il fiume inizia a scorrere in una stretta quanto spettacolare forra scavata dal fiume stesso dentro a banchi di arenaria chiamata Gole di Carniglia dal nome della frazione del comune di Bedonia che domina il tratto di valle. La località Piane di Carniglia segna il punto in cui il fiume esce dalle gole, il suo corso piega nuovamente verso est in una valle che tende ad allargarsi e bagna i centri di Bedonia, dove riceve il primo affluente di una certa importanza (il rio Pelpirana) e Compiano.

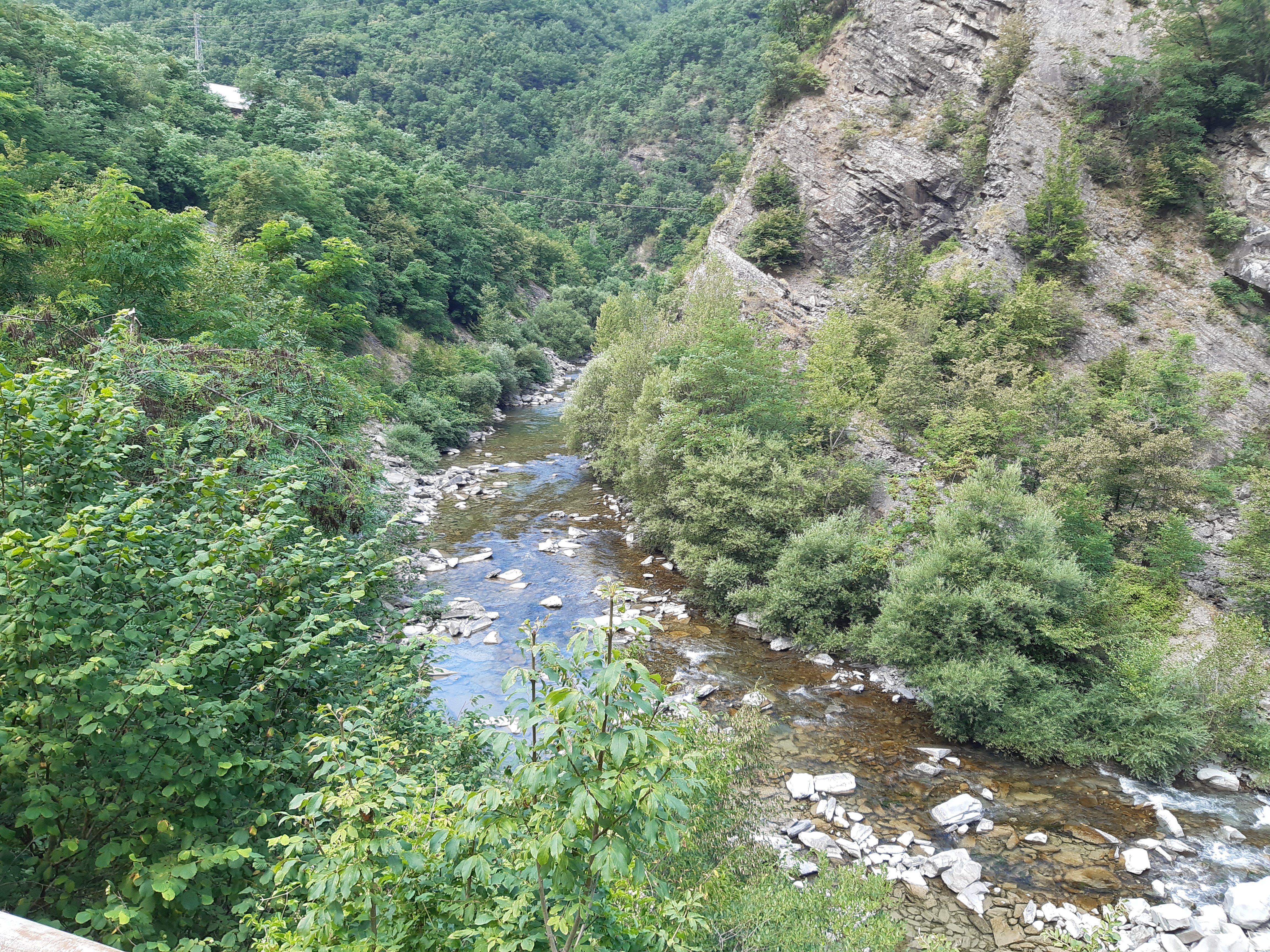
Il Taro nelle gole di Carniglia

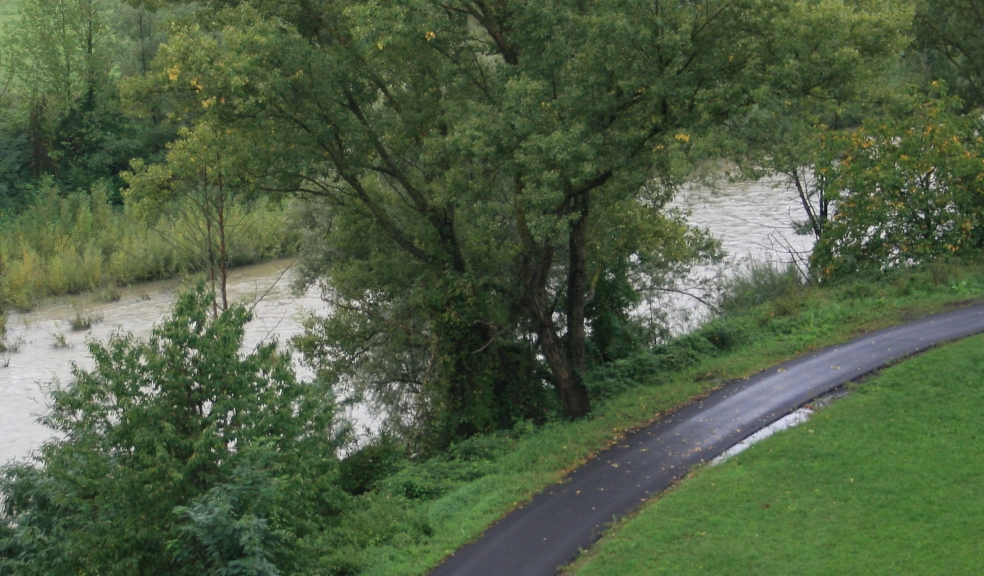
Il Taro nei pressi di Borgotaro

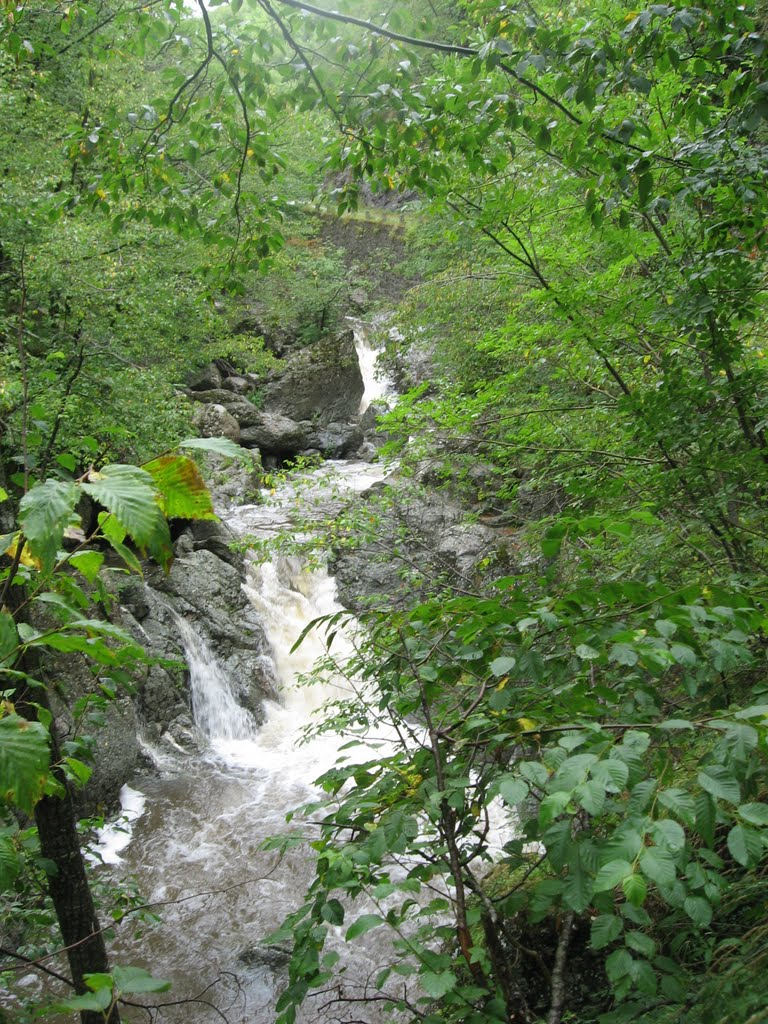
Il Taro nella valle a monte di Santa Maria del Taro

Dopo la confluenza del torrente Ingegna, poco a monte della cittadina di Borgo Val di Taro, il fiume riceve da destra uno dei suoi affluenti più importanti del tratto montano: il torrente Gotra, proveniente dalla valle omonima il cui capoluogo, Albareto, è famoso per la festa annuale del porcino; a valle di detta confluenza, il fiume piega verso nord entrando nell'abitato del centro principale dell'Alta Val Taro ricevendo il torrente Tarodine, altro affluente di notevole importanza, poco a valle del Ponte di San Rocco. Sempre all'interno dell'abitato di Borgotaro riceve da sinistra le acque del torrente Veracola e poco più a valle quelle del torrente Vona. Da qui il fiume prosegue in direzione nord bagnando Ostia Parmense incrementando le dimensioni del proprio letto e scorrendo accanto all'autostrada della Cisa. Nel suo corso nella media valle riceve le acque di altri torrenti di una certa importanza, il Manubiola e il Grontone a destra e il Mozzola a sinistra
Scorrendo in un letto sempre più ampio, il fiume giunge poi a Fornovo di Taro ricevendo le acque del torrente Sporzana proveniente dalla zona di Terenzo a destra, per raddoppiare poi di dimensioni e portata grazie alla confluenza da sinistra del Ceno, suo fiume gemello nonché principale tributario, anch'esso proveniente dal monte Penna. Da questo punto in poi il fiume diviene assai ampio raggiungendo in alcuni punti un chilometro di larghezza e diramandosi in svariati bracci minori. Dopo avere ricevuto le acque del torrente Dordone, a sinistra presso Felegara, e del torrente Scodogna - proveniente dai Boschi di Carrega a destra - il Taro raggiunge il centro di Ponte Taro, viene scavalcato prima dalla Via Emilia e poi dall'Autostrada Milano Bologna, dopo di che riceve da sinistra il torrente Recchio, proveniente dalla zona di Noceto.
Qui placa il suo impeto restringendo il proprio letto e bagnando con corso meandriforme i centri di Viarolo, Trecasali, San Secondo Parmense e Sissa.
Sempre da sinistra riceve prima la Fossaccia Scannabecco, in località Pizzo di San Secondo e, infine, l'ultimo affluente di rilievo che raggiunge il fiume presso Fontanelle: il torrente Stirone, che drena le acque provenienti dalla zona collinare di Pellegrino Parmense, Salsomaggiore e Fidenza. Dopo la confluenza sempre in sinistra dei due cavi artificiali Rigosa alta e Rigosa bassa che raccolgono le acque della zona a ovest di Fidenza e Soragna, termina la sua corsa sfociando da destra nel Po nelle vicinanze di Gramignazzo.

### Paleoalvei del Taro

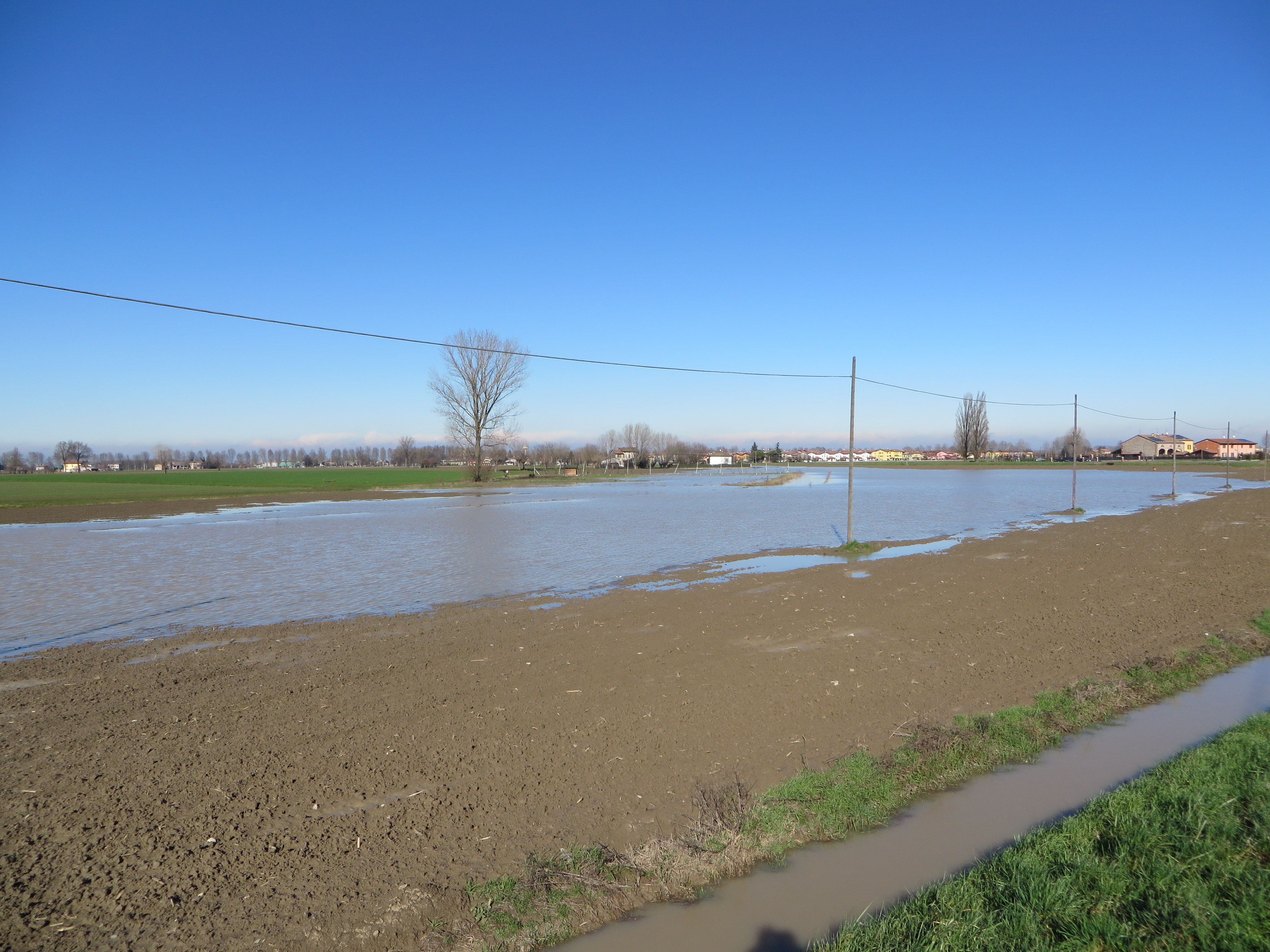
Paleoalveo dei Tari Morti allagato in località Corticelli di San Secondo

Il corso di pianura del fiume è mutato più volte nei secoli a causa di alluvioni e disalveamenti. In passato, infatti, la foce del Taro risultava essere decisamente più a est in località Coltaro, come il toponimo lascia facilmente intendere (Caput Tari). Il paleoalveo principale si distacca dall'attuale corso all'altezza dell'intersezione fra la autostrada A15 e la autostrada A1, virando con corso meandriforme verso Bellena per poi ricollegarsi alle ampie quanto ben visibili anse di località Sabbioni e Castell'Aicardi. Da qui il corso proseguiva per località Corticelli, passava praticamente dentro l'abitato attuale di San Secondo finendo con l'intersecare ad angolo retto il corso attivo del fiume in località Copezzato di San Secondo, dirigendosi infine in direzioni Coltaro passando a est di Sissa L'unità compresa fra località Sabbioni e San Secondo viene denominata "Paleoalveo dei Tari Morti", toponimo tuttora presente nel nome del canale che ne drena le acque piovane chiamato Canalazzo dei Tari Morti. Talvolta, quando in presenza di piene particolarmente importanti del Taro vengono chiuse le paratoie sul Canalazzo, impedendone di fatto il deflusso, le acque del Canale esondano nel paleoalveo facendo rivivere, seppur per breve tempo, l'antico corso fluviale con il suo inconfondibile percorso meandreggiante.

## Regime idrologico

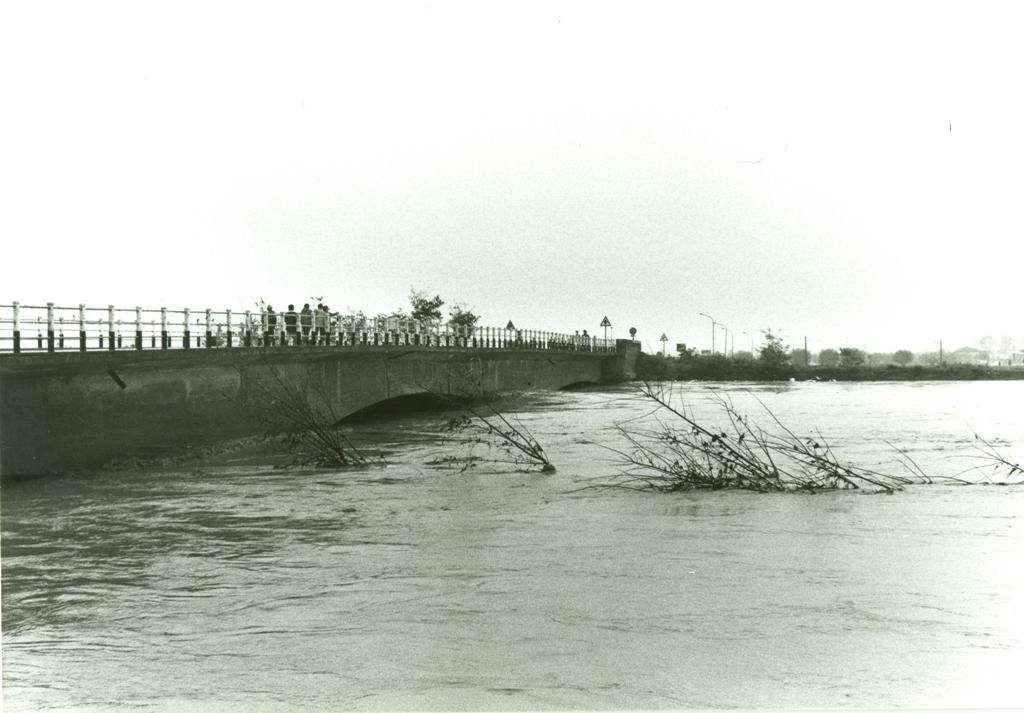
Il Taro in piena 09/11/1982 al ponte di San Quirico

### Dati idrologici
Il fiume, pur a fronte di una portata media copiosa di circa 42.4 m³/s, ha un regime estremamente torrentizio con importanti variazioni a seconda della stagione.
In estate, nel suo basso corso, il fiume è frequentemente in secca per qualche chilometro all'altezza del ponte dell'autostrada A1, ciò è dovuto in parte alla forte permeabilità del suo ampio greto e in parte ai prelievi idrici, mentre nei periodi autunnali, a causa di un bacino montano particolarmente piovoso in quanto prossimo al Mar Ligure, può raggiungere facilmente in pianura piene di oltre 1400 m³/s, che possono anche superare i 3000 m³/s all'altezza della via Emilia e i 2500 m³/s in pianura nel caso di piene eccezionali. In concomitanza di alcuni di questi eventi meteorologici estremi, il fiume ha esondato con molteplici brecce arginali in epoca storica: si ricorda a tal proposito l'alluvione del 1839 e, più recentemente, quella del 9 novembre 1982.

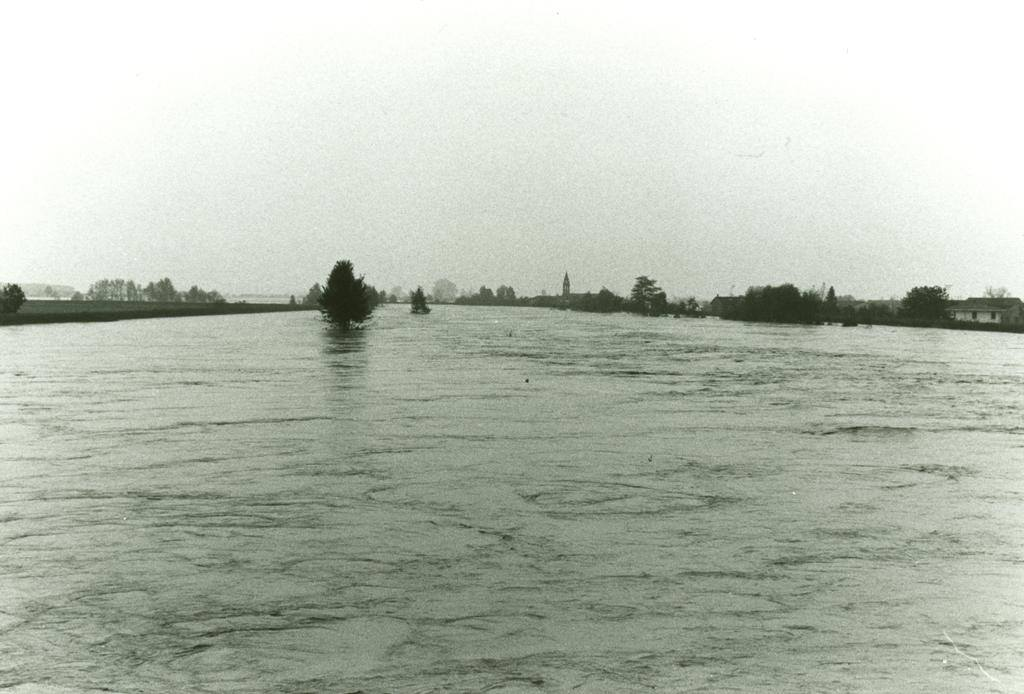
9 novembre 1982 Il Taro a San Secondo

A differenza dei fiumi gemelli Secchia e Panaro il Taro non è dotato di casse di espansione che ne plachino l'impeto al suo ingresso in pianura. In assenza di tali opere idrauliche le piene si mantengono su portate elevatissime lungo tutta l'asta fluviale, con masse d'acqua imponenti che interessano anche il suo basso corso, per tale motivo l'alveo di pianura del Taro si mantiene decisamente più ampio rispetto a quello dei fiumi sopra citati.

Da sottolineare anche il fatto che il dato di portata media misurato da quando sono state installate le nuove stazioni di monitoraggio risulta essere decisamente superiore a quello stimato in precedenza in base a mere rilevazioni di livello idrometrico fatte fra gli anni venti e quaranta del secolo scorso nella medesima sezione di riferimento (30 m³/s). Non si sa se ciò sia dovuto a un errore di stima del dato storico oppure se debba essere imputabile a una incrementata piovosità del bacino imbrifero del fiume.

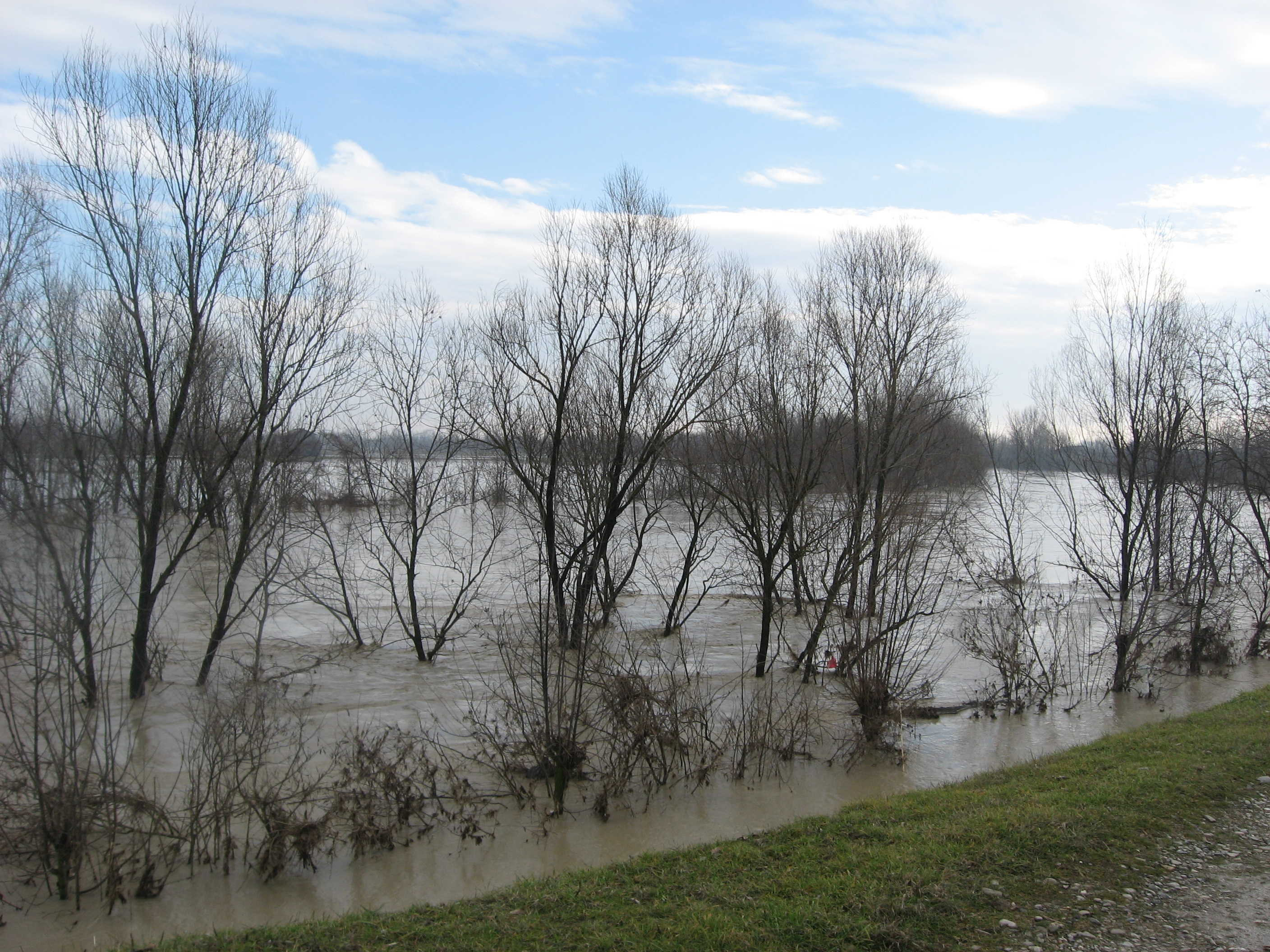
Piena del 26/12/2009 a Pizzo di San Secondo

In base alle rilevazioni, comunque, e in controtendenza con i dati storici, il Taro pare essere attualmente, dopo il Tanaro, l'affluente di destra del Po con maggior portata media

### Eventi di piena storici con effetti alluvionali

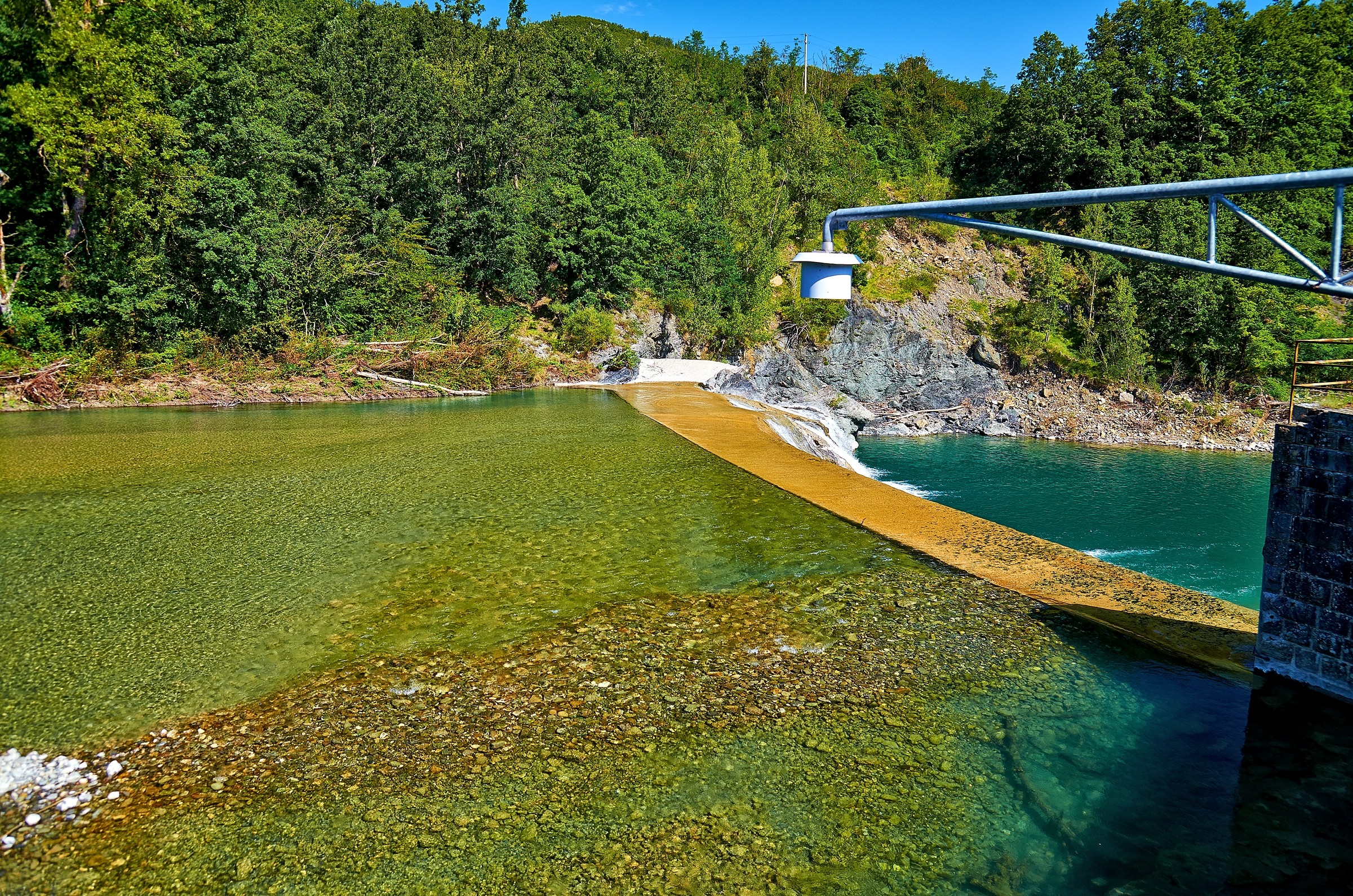
Briglia sul Taro presso Albareto

- 2 novembre 1839. A causa di una piena eccezionale il Taro causò molteplici rotte arginali in destra nella zona del suo basso corso e, complice la contemporanea esondazione del torrente Parma in sinistra, e della successiva rotta della chiavica di Sanguigna in Po vennero allagati circa 70 km² compresi l'abitato di Sissa, di Trecasali, Coltaro, in particolare a Sissa le acque raggiunsero 1,5 m di altezza e i 4 metri a Coltaro. Non si ha notizia di rotte o allagamenti in sinistra idraulica del Taro[10][11]

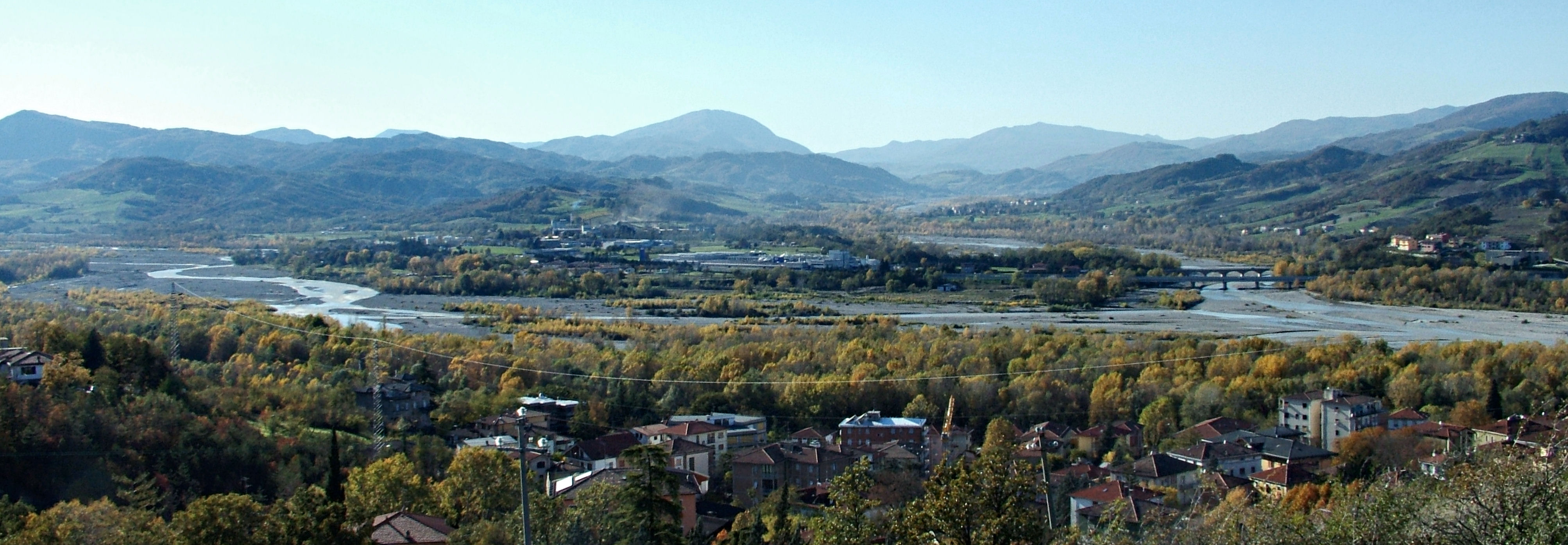
Confluenza del Taro e del Ceno

- 8-9 novembre 1982. In seguito a intense precipitazione avvenute nel bacino imbrifero, il fiume Taro entrò in piena spazzando via alcuni ponti nel tratto montano, alcune arcate del ponte di Fornovo, un tratto del ponte ferroviario della linea Milano-Bologna a Pontetaro e causando gravi lesioni al Ponte di San Secondo. Nel contempo alcune brecce in destra all'altezza degli abitati di Ronco Campo Canneto e Viarolo causò l'inondazione di circa 50 km² di territorio, le acque defluirono in Po a Coltaro attraverso alcuni paleoalvei del fiume stesso. In sinistra una breccia creatasi in un canale in prossimità della confluenza con il fiume provocò l'allagamento della frazione Copezzato di San Secondo. L'altezza idrometrica raggiunta dalle acque al ponte di San Secondo fu di 14,65 m[11]

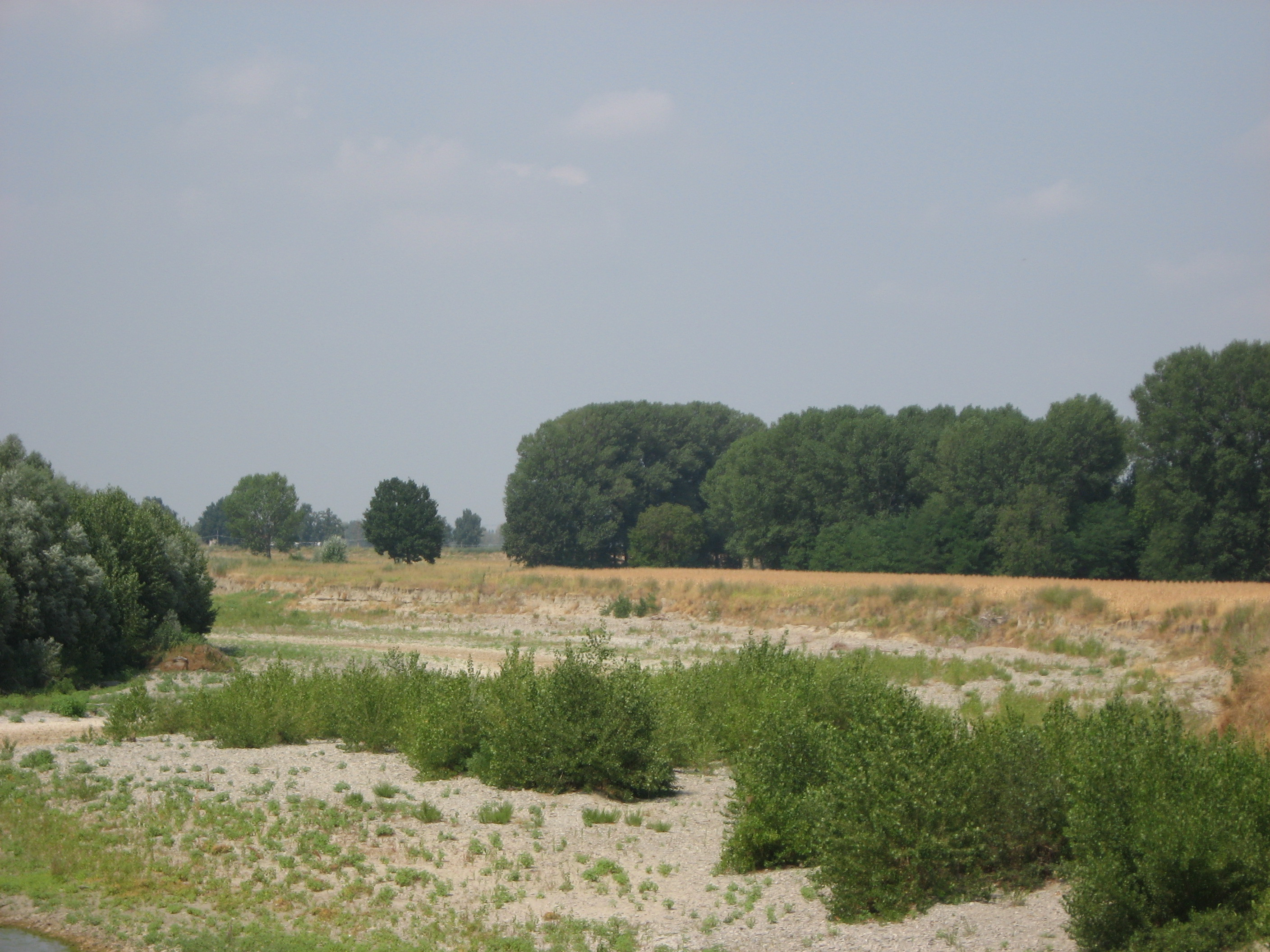
Il Taro in secca estiva in località Viarolo

### Eventi di piena significativi senza effetti alluvionali

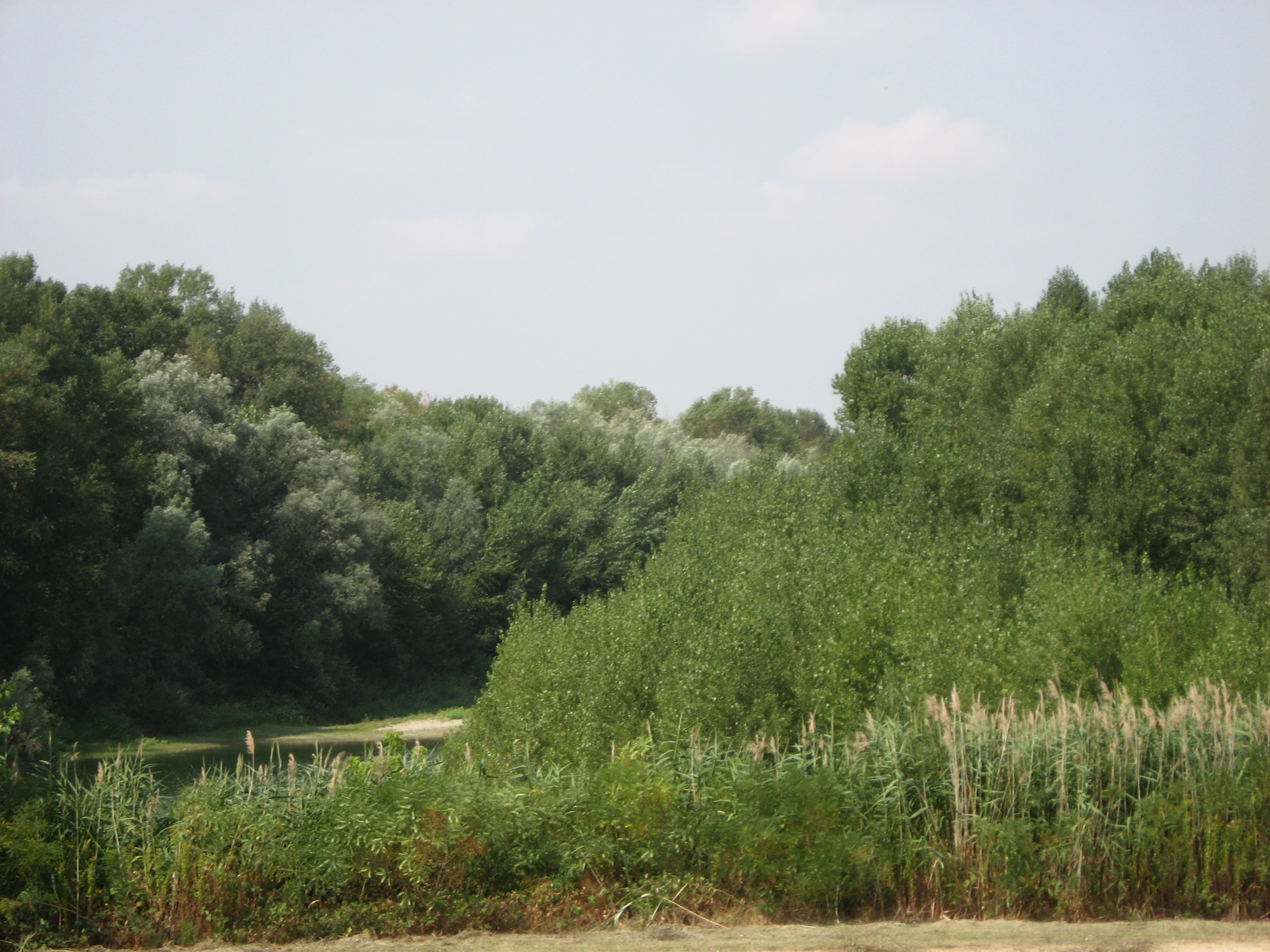
Uno scorcio dei boschi ripari del Taro nel basso corso

Con riferimento ai livelli idrometrici e di portata ove disponibili misurati al Ponte di San Quirico/San Secondo (livelli comparati allo zero idrometrico della stazione di misura attuale)
- 12/01/1978 11,20 metri
- 24/08/1987 13,56 metri
- 02/10/1993 11,60 metri
- 16/11/1996 12,18 metri
- 06/11/2000 13,86 metri
- 16/11/2000 14,85 metri (massimo livello raggiunto)
- 26/12/2009 14,45 metri - 2583 m³/s
- 26/11/2013 11,67 metri - 1676 m3/s
- 20/01/2014 11,39 metri - 1600 m3/s
- 09/02/2014 12,76 metri - 2000 m3/s
- 05/11/2014 11,85 metri - 1728 m3/s
- 11/11/2014 13,17 metri - 2124 m3/s
- 12/12/2017 14,60 metri - 2650 m3/s
- 29/10/2018 12,40 metri
- 03/11/2019 12,63 metri
- 23/01/2021 12,86 metri[12][13]

## Affluenti

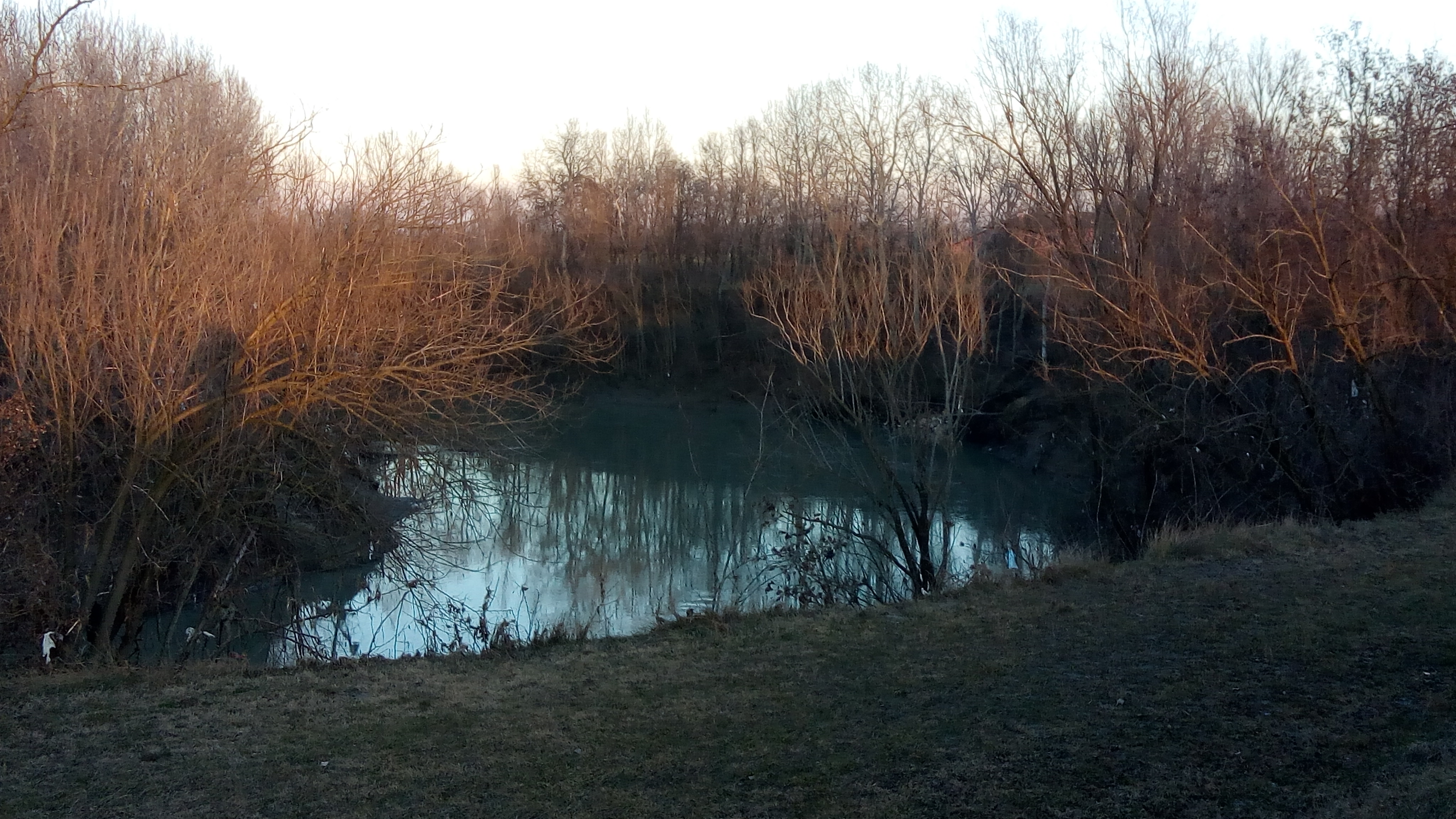
il Taro a Copezzato

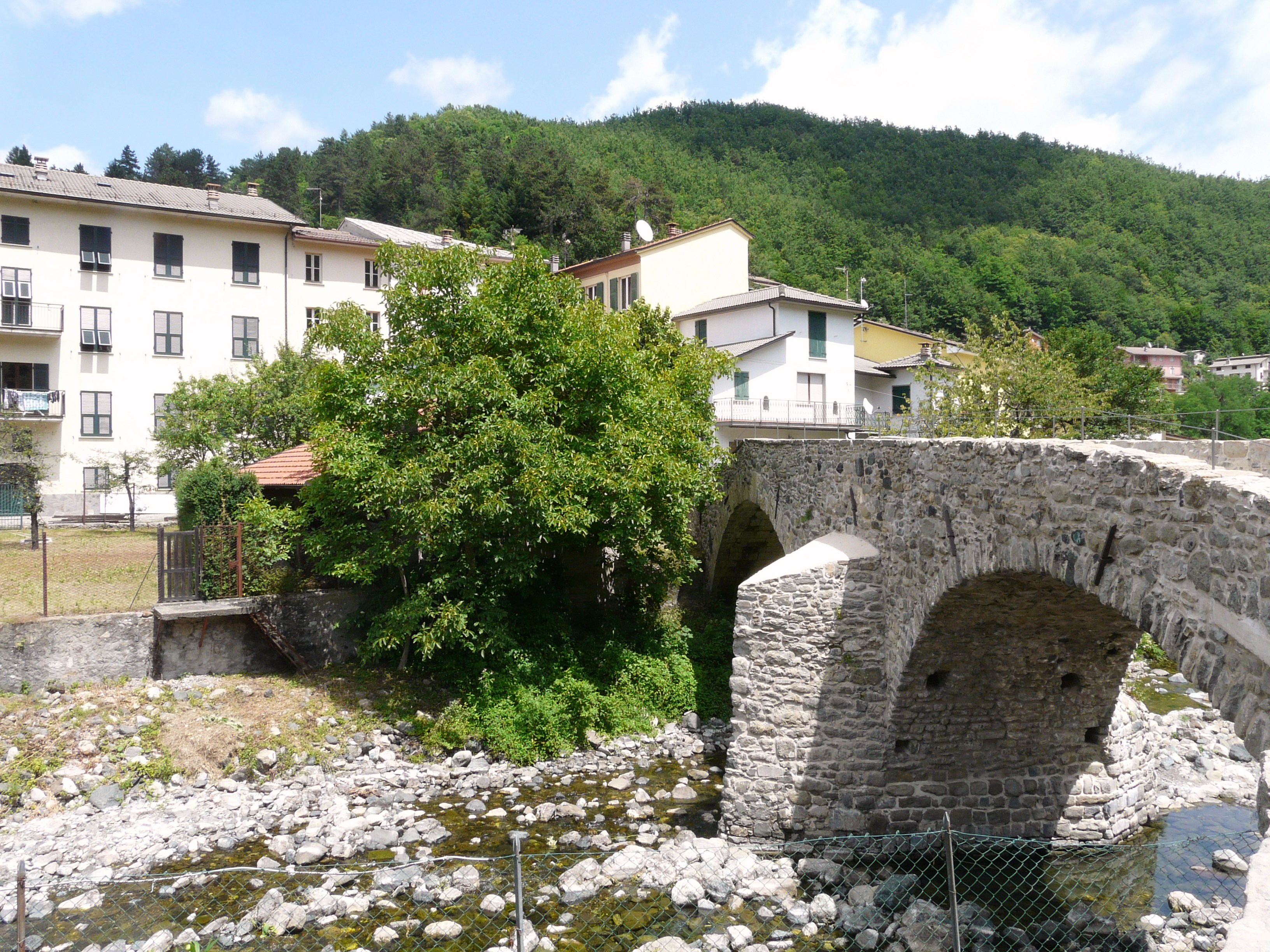
Il ponte medioevale a Santa Maria del Taro

I principali affluenti del fiume Taro sono:
- torrente Tarola (a destra)
- torrente Codorso (a sinistra)
- rio Overario (a destra)
- fosso Sissola (a sinistra)
- rio Gatto (a destra)
- rio Gorotta (a sinistra)Lo sbocco del Taro in Po (foto scattata durante la magra estiva del 2003)

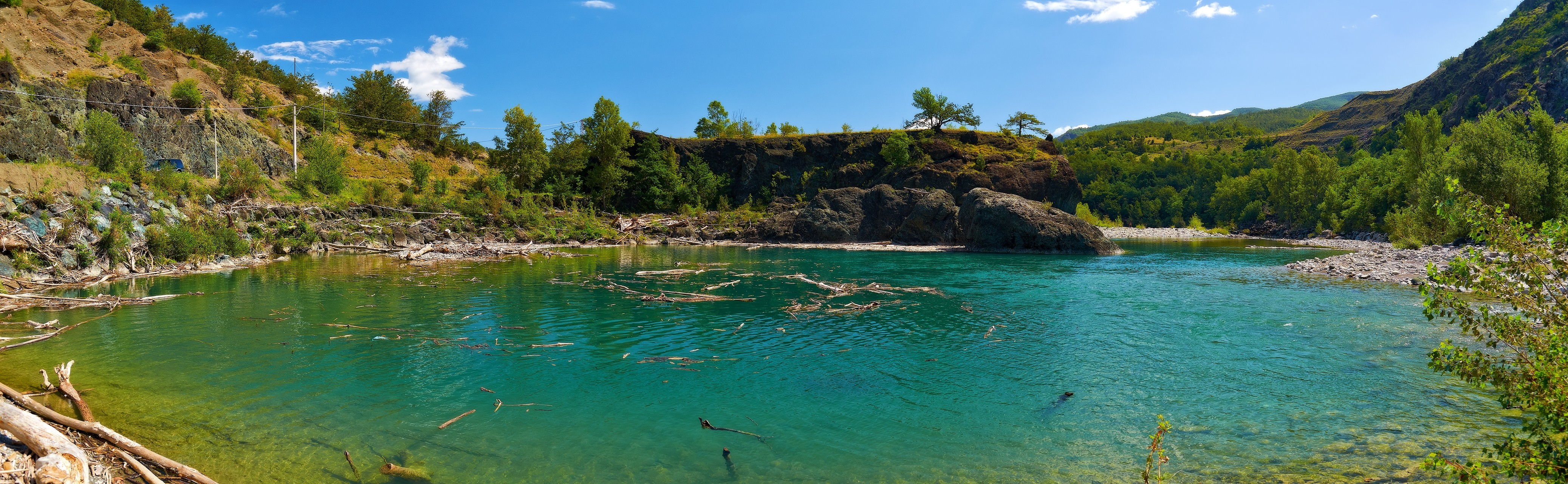
Taro a Roccamurata

- rio Pedagnone (a destra)
- rio Iacobono (a sinistra)
- rio Ferrario (a destra)
- rio Pelpirana (a sinistra)
- torrente Lubiana (a destra)
- torrente Ingegna (a sinistra)
- torrente Rizzone (a sinistra)
- torrente Gotra (a destra)
- torrente Useracchia (a destra)
- torrente Varacola (a sinistra)
- torrente Tarodine (a destra)
- torrente Vona (a sinistra)
- rio Cogena (a destra)
- rio Zerbio (a sinistra)
- rio Testanello (a sinistra)
- torrente Vorè (a sinistra)
- torrente Manubiola (a destra)
- rio Erbenola (a destra)
- torrente Mozzola (a sinistra)
- torrente Grontone (a destra)
- rio Orlando (a sinistra)
- rio Vizzana (a destra)
- torrente Sporzana (a destra)
- fiume Ceno (a sinistra)
- torrente Dordone (a sinistra)
- torrente Scodogna (a destra)
- torrente Recchio (a sinistra)
- fossaccia Scannabecco (a sinistra)
- torrente Stirone (a sinistra)
- cavo Rigosa alta (a sinistra)

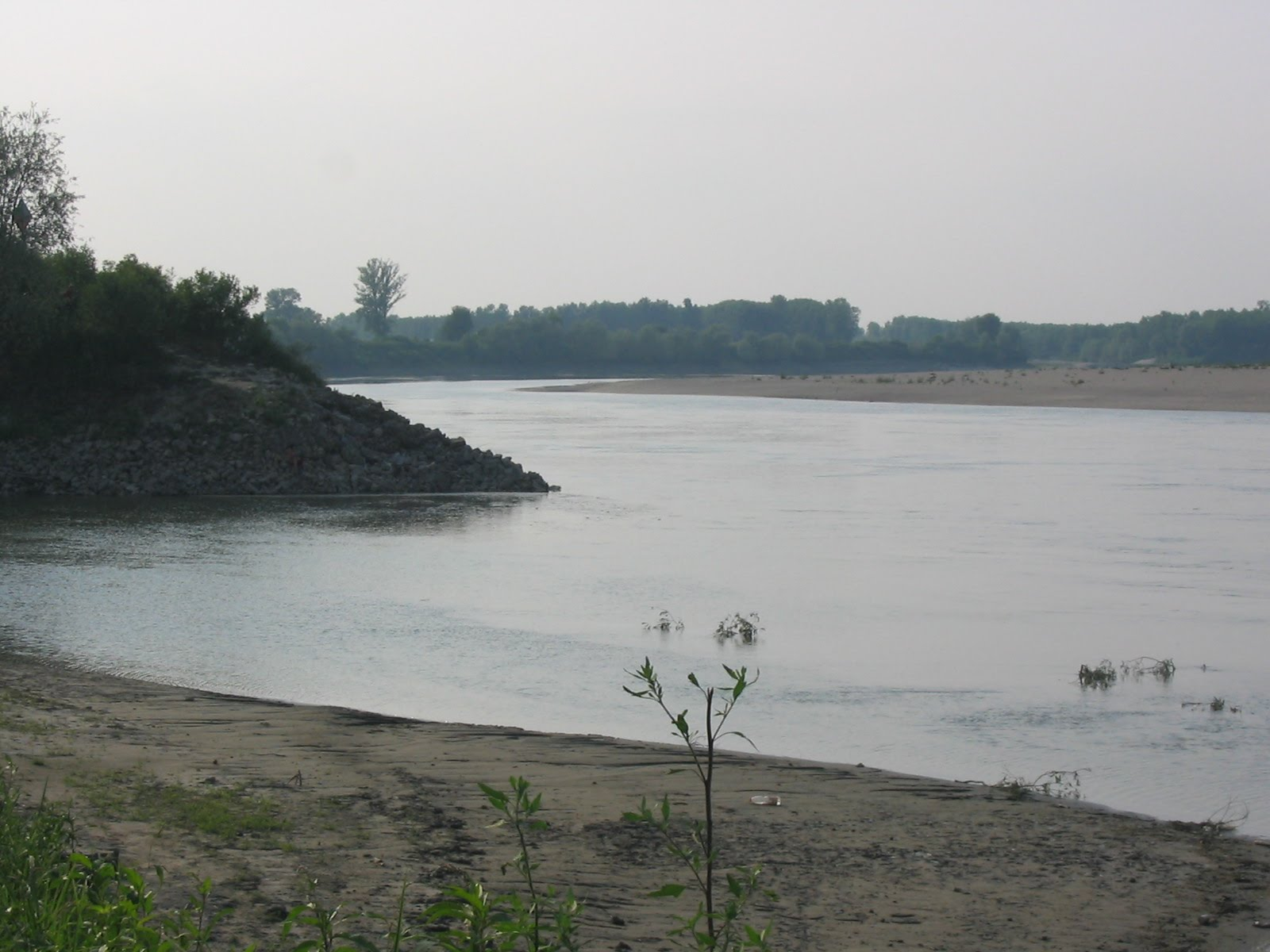
Lo sbocco del Taro in Po (foto scattata durante la magra estiva del 2003)

- cavo Rigosa bassa (a sinistra)Taro a Roccamurata

## Storia
La valle del Taro è abitata sin dai tempi antichi da popolazioni di ceppo ligure, come numerosi toponimi lasciano chiaramente intendere. Tali popolazioni furono poi assoggettate dai Romani non senza difficoltà nel I secolo a.C. che tuttavia non integrarono mai la valle nella loro rete stradale principale preferendo seguire altre direttrici.

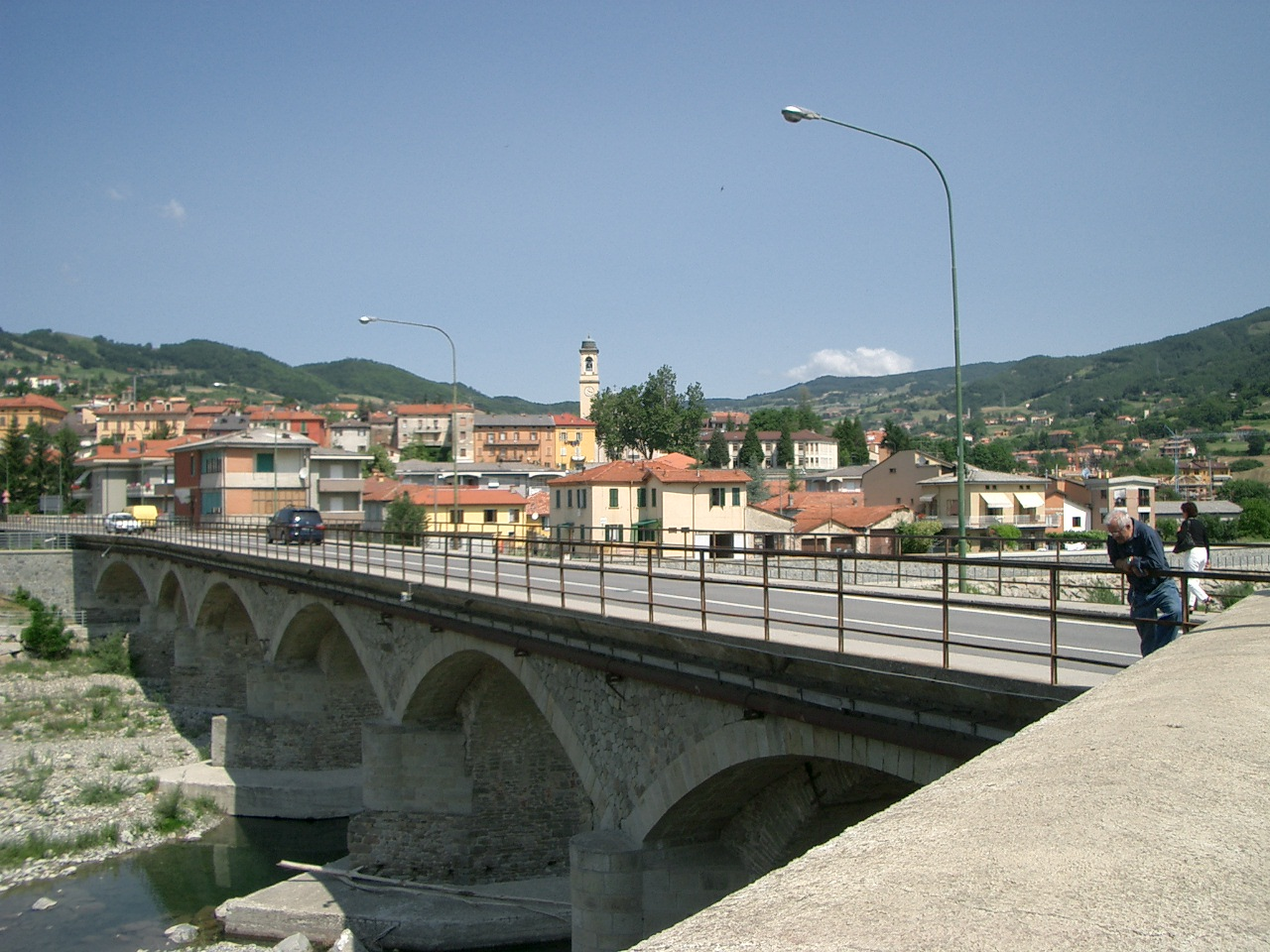
Borgotaro, ponte di San Rocco

Dopo la caduta dell'Impero Romano e le successive guerre gotiche si manifestò un progressivo spopolamento della valle, mentre la successiva calata dei Longobardi invertì la tendenza: la valle divenne un passaggio importante attraverso gli Appennini. Era essa infatti percorsa dalla Via Francigena, che conduceva a Roma i pellegrini e viaggiatori del nord-Europa.
Sul Taro si sono svolte anche alcune battaglie: la più importante è nota come la Battaglia di Fornovo che si svolse il 6 luglio 1495 nell'ambito della prima guerra italiana; sempre a Fornovo si ricorda la Battaglia della Sacca di Fornovo uno degli ultimi fatti d'arme della guerra di liberazione italiana svoltasi fra il 24 e il 29 aprile 1945. La Val Taro fu anche sede per un breve lasso di tempo di una repubblica partigiana nel 1944.

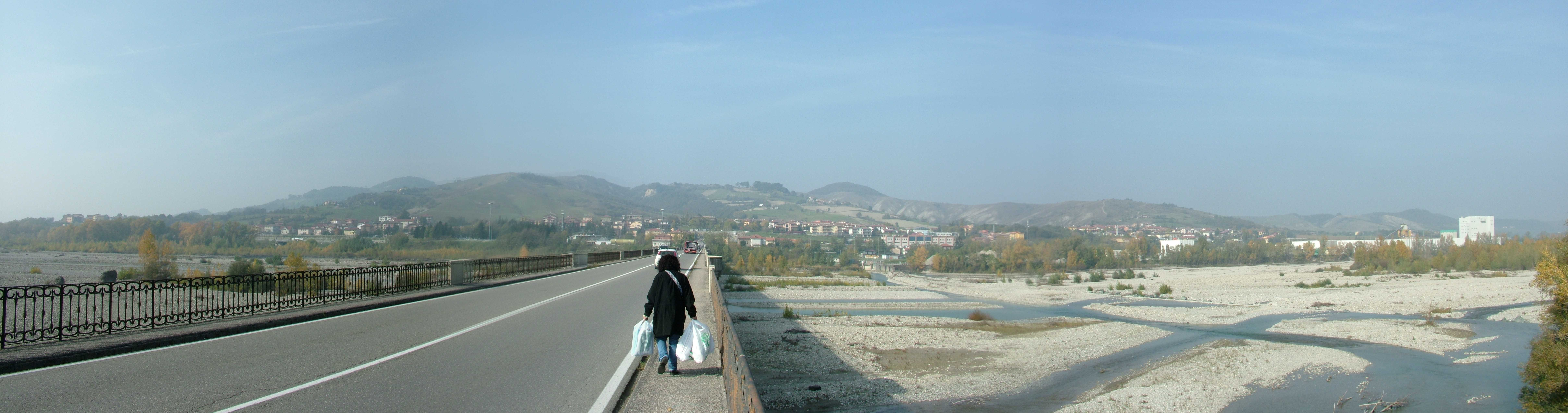
Ponte sul Taro di Ramiola

Il fiume ha dato anche il nome al Taro, dipartimento creato in Italia e annesso alla Francia da Napoleone nel 1808 in sostituzione del Ducato di Parma. Durò solo sei anni. Nel 1814, infatti, con l'abdicazione di Bonaparte il Congresso di Vienna ripristinò il ducato affidandone il governo a Maria Luisa d'Asburgo-Lorena, seconda moglie di Napoleone.

## Ponti

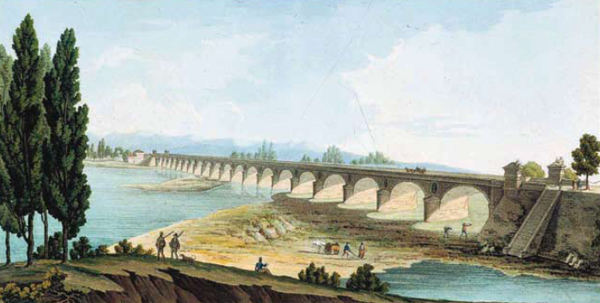
Il ponte sul Taro in un dipinto dell'epoca

I principali ponti che attraversano il Taro sono:
- Il medioevale ponte dei Priori a Santa Maria del Taro
- Il ponte di San Rocco di Borgotaro, attraversa il Taro poco prima della confluenza del Tarodine.

- Il ponte di Ramiola (o di Fornovo) il primo dopo la confluenza del Ceno, parzialmente distrutto nel 1982.

- Il ponte Arturo Montanini, inaugurato nel 2008, il 4 ottobre, sabato, che collega Collecchio con Medesano travalicando il Taro e l'autostrada A15. Arturo Montanini fu il presidente della Provincia di Parma 1975 al 1985 e fu lui a dare il via alla progettazione di quest'opera. Il ponte è costituito da ventidue campate di 54 metri ciascuna e ha richiesto per la realizzazione 21000 giornate lavorative.

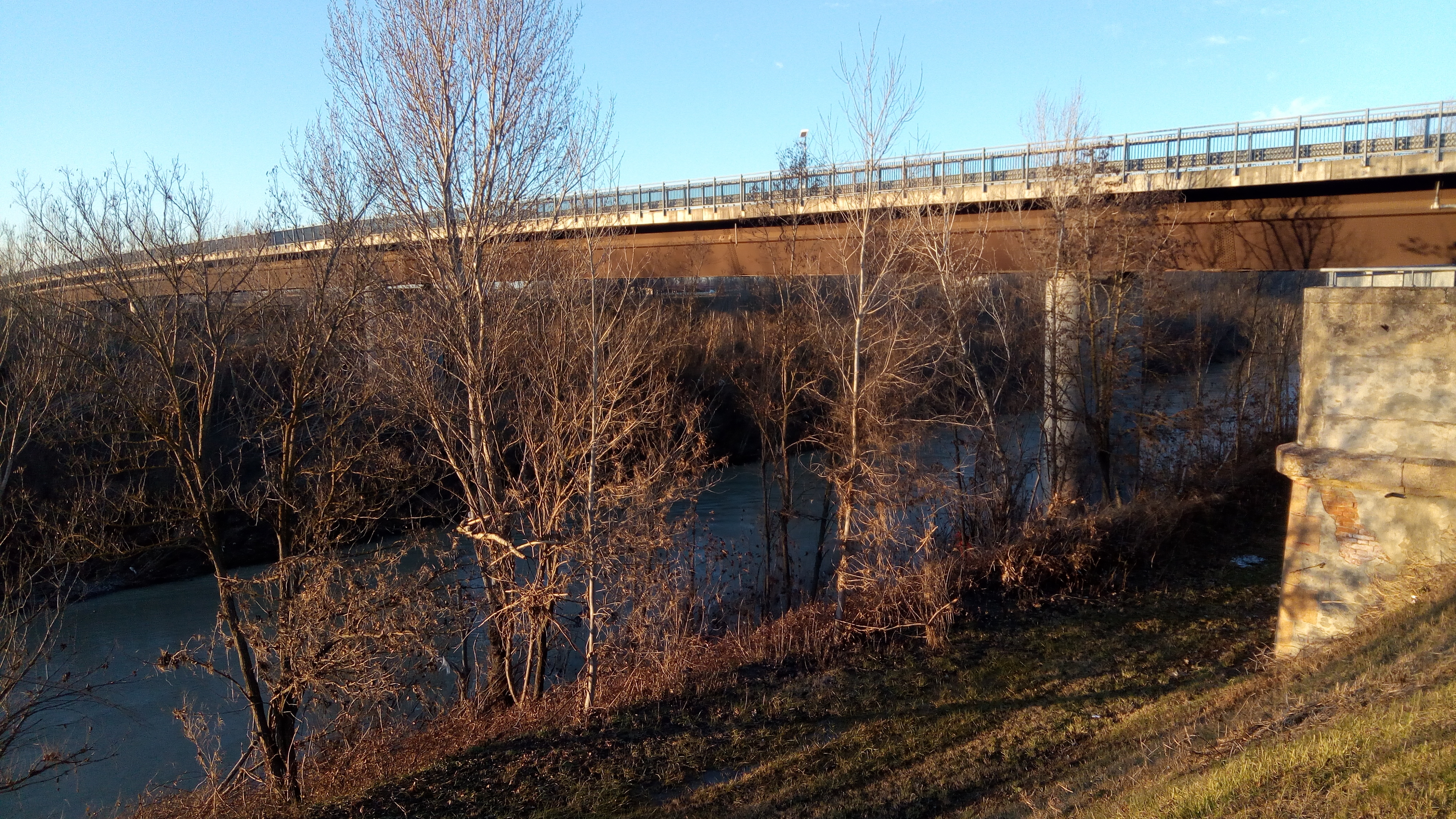
Ponte Faraboli di San Secondo Parmense sulla destra si vedono i resti del vecchio ponte abbattuto nel 2004

- Il ponte sul Taro lungo la via Emilia in località Ponte Taro. Realizzato tra il 1816 e il 1819, rappresenta la prima delle grandi opere di ingegneria volute dal governo di Maria Luigia d'Austria, duchessa di Parma e Piacenza. Ritenuto all'epoca della sua costruzione il ponte più lungo d'Europa.[14]
- Il ponte di San Secondo dedicato a Giovanni Faraboli, inaugurato sabato 24 aprile 2004.

- Il "ponte del Diavolo", situato a Gramignazzo, chiamato così perché venne bombardato più volte ma resistette. Nel 2014 subì un crollo a un pilastro. A causa di questo fatto, è ora in riparazione e momentaneamente è accessibile solo ai pedoni.

## Natura
Un tratto del corso del Taro lungo 20 km compreso fra Fornovo di Taro e Ponte Taro, sulla via Emilia vicino a Parma, attraversa la zona protetta del Parco fluviale regionale del Taro, istituito nel 1988. Questa zona si trova ai piedi degli Appennini, dove il letto del fiume si allarga ed è pieno di isolotti di sabbia e ghiaia. Questa è una fascia che si estende subito dopo la confluenza con il Ceno, nel cono di deiezione del fiume, dove si ha una grande varietà botanica e ornitologica. Oltre il Taro si insinua nella Pianura Padana con i suoi meandri.

## Letteratura
il fiume Taro viene citato nella poesia di Vittorio Sereni I ricongiunti, contenuta nella raccolta Gli Strumenti Umani.